# Храстовица (Петриња)
Храстовица је насељено место у саставу града Петриње, у Банији, Република Хрватска.

## Историја
Храстовица се од распада Југославије до августа 1995. године налазила у Републици Српској Крајини.

## Становништво
На попису становништва 2011. године, Храстовица је имала 464 становника.

## Попис 1991.
На попису становништва 1991. године, насељено место Храстовица је имало 584 становника, следећег националног састава:
| Попис 1991.‍  | Попис 1991.‍  | Попис 1991.‍ | Попис 1991.‍ | Попис 1991.‍ |
| ------------ | ------------ | ----------- | ----------- | ----------- |
|              |              |             |             |             |
| Хрвати       | Хрвати       |             | 563         | 96,40%      |
| Југословени  | Југословени  |             | 5           | 0,85%       |
| Срби         | Срби         |             | 5           | 0,85%       |
| Муслимани    | Муслимани    |             | 2           | 0,34%       |
| Словенци     | Словенци     |             | 1           | 0,17%       |
| неопредељени | неопредељени |             | 7           | 1,19%       |
| непознато    | непознато    |             | 1           | 0,17%       |
| укупно: 584  |              |             |             |             |

## Спорт
- НК Слога Храстовица